# Paul Bastid
Ne doit pas être confondu avec Paul Bastide.
Pour les articles homonymes, voir Bastid.
Paul Raymond Marie  Bastid,, né le 17 mai 1892 à Paris et mort le 29 octobre 1974 dans la même ville), est un juriste et homme politique français. Rattaché au Parti Radical, il est député du Cantal, ministre du Commerce sous le Front populaire puis représentant des radicaux au Conseil national de la Résistance, avant de diriger L’Aurore.

## Biographie
Fils d'Adrien Bastid, député, petit-fils de Raymond Bastid, député et sénateur, ainsi que de Paul Devès, député, sénateur et ministre, Paul Bastid est issu d'une famille d'hommes politiques solidement implantée dans le Cantal.
Il est élève à l'École normale supérieure et agrégé de philosophie. Il fait des études de droit et réussit l'agrégation de droit. Il obtient un doctorat de lettres, et il est professeur à la faculté de droit de Dijon, puis de Paris. Il épouse en 1937 Suzanne Basdevant-Bastid, juriste et universitaire, première femme agrégée de droit en France, ils ont trois filles.
Membre du Parti Radical, il est élu député du Cantal en 1924, et siège jusqu'à la fin de la IIIe République. Conseiller général du canton de Laroquebrou, il est élu en 1934 président du conseil général, fonction qu'il conserve jusqu'en 1941, date à laquelle il est démis de ses fonctions.
Président de la commission des affaires étrangères de la chambre des députés de 1934 à 1936, il devient ministre du Commerce dans le gouvernement de Front Populaire, poste auquel il prend pour chef de cabinet son épouse Suzanne Basdevant-Bastid.
Il publie alors Sieyès et sa pensée (1939), qui fait de l'abbé le père du droit public français et constitue l'un des ouvrages de référence sur ce dernier.
Embarqué sur le Massilia, il ne peut prendre part au vote donnant les pleins pouvoirs à Philippe Pétain, le 10 juillet 1940
En 1941, le gouvernement de Vichy le démet de son mandat de conseiller général. Paul Bastid milite alors dans la Résistance et le Comité général d'études (CGE), se constitue en 1942 à Lyon, à son domicile. En 1943, il est le représentant du parti radical au Conseil national de la Résistance et il rédige des articles dans L’Aurore, journal clandestin qu'il a fondé et dont il est le principal contributeur. Il y défend la restauration de la Troisième République.
Concernant le droit de vote des femmes, au sein du Conseil national de la Résistance, son opposition en tant que représentant des radicaux résistants empêche une prise de décision. Le CNR fonctionnait en effet sur la règle de l'unanimité de ses membres pour adopter une proposition. Dès lors que l'un des membres, en l’occurrence Paul Bastid, menaçait de quitter l'organisation si le droit de vote des femmes était adopté, le CNR ne pouvait plus s'emparer de la question.
En 1944, il est appelé à la direction du quotidien L’Aurore, qui succède au Journal.
Battu dans le Cantal lors de l'élection de la première assemblée constituante, en avril 1945, il est élu député en juin 1946 à Paris, et réélu en novembre.
Le 17 juin 1946, il est élu à l'Académie des sciences morales et politiques.
À la suite d'une violente altercation à la chambre des députés en 1947, il se bat en duel au pistolet avec Gaston Defferre, député-maire socialiste de Marseille qui récidivera à l'épée vingt ans plus tard contre le député gaulliste René Ribière.
En 1951, cependant, la liste qu'il mène n'obtient que 2,1 % des voix, et il n'est pas réélu.
Il abandonne alors la carrière politique.
En avril 1971, il cosigne l'« appel aux enseignants » lancé par l'Institut d'études occidentales après la démission de Robert Flacelière de la direction de l'École normale supérieure. Il a aussi appartenu au comité de patronage de Nouvelle École. Il est inhumé au cimetière Massigoux d'Aurillac.

## Publications
- Sieyès et sa pensée, Paris, 1939 (rééd. Slatkine Reprints, Genève, 1978), prix Thérouanne en 1939.
- Doctrines et institutions politiques de la seconde République, 2 vol., Paris, Hachette, 1945.
- Benjamin Constant et sa doctrine, 2 vol., Paris, Armand Colin, 1966, 1 107 p.
- L'idée de Constitution, Paris, Économica, 1985, 197 p. (Classiques Garnier).